# Girolamo Sirchia
Girolamo Sirchia (Milano, 14 settembre 1933) è un medico e politico italiano.
È stato Ministro della salute tecnico del secondo Governo Berlusconi dall'11 giugno 2001 al 23 aprile 2005.

## Biografia

### Origini e formazione
Nato da padre salemitano e madre milanese, dopo aver conseguito il diploma di laurea in medicina e chirurgia, si specializzò successivamente in medicina interna nel 1963. Nel 1972 ha cofondato il Nord Italian Transplant, borsa di scambio multiregionale di organi da trapianto.
Ha svolto nel contempo una carriera accademica all'interno dell'università italiana prima, e politica poi iniziata con la nomina di assessore ai servizi sociali del comune di Milano nel 1999; è stato inoltre Ministro della Salute nel governo Berlusconi II.

### La carriera politica
Durante il suo ministero, dimostrandosi subito contrario ad una nuova sperimentazione del metodo Di Bella, riuscì a varare, nonostante la forte opposizione da più parti (fumatori, gestori di locali, produttori di tabacco), una innovativa norma a tutela della salute pubblica e dei diritti dei non fumatori, estendendo il divieto di fumo in tutti i locali pubblici (Legge 16 gennaio 2003, n. 3). La norma è poi stata imitata da diversi altri paesi europei nel giro di pochi anni. Il divieto è stato successivamente ampliato, dal 10 gennaio 2005, a tutti i locali aperti al pubblico e ai luoghi di lavoro.
Molto criticata nel 2003 fu la sua lista delle razze di cane ritenute pericolose stilata in seguito ad alcuni episodi di cronaca di attacchi di pitbull, in cui venivano considerate pericolose molte razze di grossa taglia note per la loro bonarietà e l'istinto al salvataggio tra cui i Terranova, mentre sono ignorati i bastardini.
Nel gennaio 2012 ha aderito all'Alleanza di Centro e ne è stato nominato Presidente Nazionale dal segretario del movimento Francesco Pionati.

## Aspetti controversi

### Dichiarazione sulle sostanze stupefacenti
Nel corso della trasmissione Porta a Porta del 30 ottobre 2001, l'allora Ministro della salute Girolamo Sirchia dichiarò: "Le differenze fra droghe leggere e pesanti sono sfumature".

### Procedimenti giudiziari
Il 2 febbraio 2005 è stato indagato per corruzione, avvenuto dopo il suicidio del suo amico Francesco Mercuriali il 3 ottobre precedente.
Il 17 aprile 2008 è stato condannato (sentenza di primo grado) a tre anni di reclusione per tangenti nel mondo della sanità, più cinque anni di interdizione dai pubblici uffici.
Insieme a lui sono stati condannati i presunti corruttori, in particolare della Haemonetics Italia.
Alla condanna sono valse solo le accuse riferitesi a fatti successivi al 2000, mentre per le precedenti è scattata la prescrizione.
Il 3 marzo 2010 la sentenza di appello ha confermato l'appropriazione indebita in relazione a circa 300 000 franchi svizzeri sottratti alla fondazione Il Sangue di cui era tesoriere, ma lo ha assolto dall'accusa di corruzione. Per un terzo capo d'imputazione, relativo a 10 000 dollari ricevuti dalla giapponese Kawasumi nel dicembre 2000, i giudici hanno infine dichiarato la prescrizione; altre contestazioni per le quali pendevano accuse di corruzioni erano già state dichiarate prescritte durante il primo grado. La pena è stata così ridotta a 5 mesi di carcere e 600 € di multa: la Corte d'Appello di Milano ha quindi revocato nei confronti di Sirchia anche l'interdizione dai pubblici uffici.